# San Juan de Lurigancho (distrito)
O distrito de San Juan de Lurigancho é um dos quarenta e três distritos que formam a Província de Lima, pertencente a Região Lima, na zona central do Peru.
Conta com uma população de 898.443 habitantes segundo o último censo nacional de população de 2007. E se estima que atualmente sobrepasa os 1'000'000 de residentes. San Juan de Lurigancho é o distrito mais povoado do Peru.
Prefeito: Alex Gonzáles Castillo (PP) (2019-2022)

## Transporte
O distrito de San Juan de Lurigancho é servido pela seguinte rodovia:
- PE-1S, que liga o distrito de Lima (Província de Lima à cidade de Tacna (Região de Tacna - Posto La Concordia (Fronteira Chile-Peru) - e a rodovia chilena Ruta CH-5 (Rodovia Pan-Americana)[1][2]

Também é servido pelo Metrô de Lima (estações Bayóvar, Santa Rosa, San Martín,San Carlos,Los Postes,Los Jardines,Pirámide del Sol e Caja de Agua )